# 카피스
카피스(Capys)는 그리스 신화에 나오는 안키세스의 아버지이다. 트로이 왕가의 후손이며 트로스의 손자이다. 아버지는 트로이에 인접한 다르다니아 왕 아사라코스이고, 어머니는 강의 신 시모이스의 딸 히에롬네메이다. 일로스와 에우리디케의 딸인 테미스테와 결혼하여 안키세스를 낳았다. 트로이의 마지막 신관 라오콘도 카피스의 아들이라고도 한다.